# Liza Sadovy
Pour les articles homonymes, voir Liza et Sadovy.
Liza Sadovy est une actrice britannique.

## Filmographie
- 1982 : I Remember Nelson (série télévisée) : l'enfant royal (2 épisodes)
- 1986 : Screenplay (série télévisée) : Sarah
- 1986 : Lytton's Diary (série télévisée) : la maquilleuse
- 1987 : Billy the Kid and the Green Baize Vampire
- 1989 : Hard Cases (série télévisée) : WPC
- 1990 : Tygo Road (série télévisée) : Paola
- 1991 : Tonight at 8.30 (série télévisée) : Harriet
- 1991 : An Actor's Life for Me (série télévisée) : Algy
- 1993 : Prime Suspect 3 (mini-série) : WPC Kathy Bibby (2 épisodes)
- 1995 : Castles (série télévisée) : Naomi Robins (7 épisodes)
- 1996 : Company (téléfilm) : Jenny
- 1998 : 30 Years to Life (téléfilm) : la docteure
- 1998 : Grafters (série télévisée) : l'agent d'État
- 1995-2003 : The Bill (série télévisée) : Carrie Manola / Heather Foley : (2 épisodes)
- 1990-2003 : Casualty (série télévisée) : Fiona Laing / Myra, la réceptioniste (2 épisodes)
- 2004 : Midsomer Murders (série télévisée) : Rosetta Price
- 2005 : Extras (série télévisée) : Jackie Greer
- 2007 : Sweeney Todd: The Demon Barber of Fleet Street
- 2009 : Emma (mini-série) : Mrs. Cole (2 épisodes)
- 2009 : The Sarah Jane Adventures (série télévisée) : Miss Trupp (2 épisodes)
- 2012 : The Knot : Mrs. Giddings
- 2013 : EastEnders (série télévisée) : infirmière Ellen (2 épisodes)
- 2014 : The Honourable Woman (mini-série) : la reportère
- 2014 : Babylon (mini-série) : Caroline Carey (3 épisodes)
- 2009-2016 : Doctors (série télévisée) : Marie Soames / Martha Hargreave / Suzy Marshall / Marie Dennan (4 épisodes)
- 2017 : Désobéissance (Disobedience) : Rebbetzin Goldfarb
- 2019 : National Theatre Live: I'm Not Running : Blaise Gibson
- 2019 : National Theatre Live: Present Laughter : Miss Erikson - Lady Saltburn
- 2020 : Les Enquêtes de Vera (Vera) (série télévisée) : Wilma Howland (1 épisode)
- 2021 : Ridley Road (mini-série) : Mrs Klein (1 épisode)
- 2022 : Mother Teresa and Me : Mère supérieure
- 2023 : Une lueur d'espoir (A Small Light) (mini-série) : Mme Stoppelman
- 2024 : A Real Pain de  Jesse Eisenberg : Diane

## Référence
1. ↑  (en) Liza Sadovy profile